# 楊英 (臺灣)
楊英（？—？）是鄭森的部將，為戶都事之職。鄭經執政時期，為戶官之職。楊英將跟隨鄭森征戰時的經過挨年逐月地紀錄下來，是為《先王實錄》（今已亡佚過半，但仍為關於鄭成功最重要的第一手史料）。

## 生平
- 1661年，戶都事楊英跟隨鄭森攻打荷屬台灣，受王命查察各鄉社，並開始實施屯田政策。
- 鄭經與鄭襲政爭勝利後，返回廈門，命楊英為東寧留守。
- 1674年，鄭經加入三藩起事、西征大清國。鄭經文武具啟，六官皆稱臣，以楊英為戶官。
- 1680年，鄭經兵敗回東寧，陳永華釋出兵權，楊英與刑官柯平亦相繼去世。

## 先王實錄
楊英著有《先王實錄》（今亦稱《從征實錄》），一書，記載跟隨鄭森征戰經過。記述年起於1649年（永曆三年）11月4日、終於1662年6月23日。
內容主要為戰事與政務，亦兼及楊英之職務。序云：「戶部主事楊英為輯造先王實錄事，謹將永曆三年己丑九月陳策從王，十月初一日蒙錄用敘起，至永曆十六年壬寅五月先王賓天止，凡所隨從戰征事實挨年逐月，採備造報以憑校正施行。」由此推知，此書之呈報，是在楊英卸任天興州知州與復任戶都事、升遷戶官之間。鄭經在1664年至1666年間改天興縣為天興州，故成書年代應於此。